# Salomon (namn)
Salomon är ett bibliskt mansnamn som kommer från det hebreiska ordet (שְׁלֹמֹה shelomoh) schalom som betyder välgång eller frid. Den engelska formen är Solomon.
Namnet infördes i den svenska almanackan i slutet av 1700-talet.
Namnet är mindre vanligt i dagens Sverige. Den 31 december 2014 fanns det totalt 725 personer i Sverige med förnamnet Salomon, varav 140 med det som tilltalsnamn.
År 2003 fick 18 pojkar namnet, varav 4 fick det som tilltalsnamn.
Namnsdag i Sverige: 25 juni, (före 1993: 8 juni). I den finlandssvenska namnsdagslängden hade Salomon namnsdag 8 juni 1929–1949.
Den 31 december 2013 hade 405 män i Sverige den främst engelska formen Solomon som förnamn. Av dessa hade 260 män namnet som tilltalsnamn.

## Personer med förnamnet Salomon eller Solomon

### Utan efternamn
- Salomon I av Ungern (1052–1087), kung i Ungern
- Solomon kaDinuzulu (1891–1933), kung över zuluerna
- Solomon (pianist) (1902–1988), brittisk pianist, artistnamn för Solomon Cutner

### Alfabetiserade efter efternamn
- Salomon August Andrée, ingenjör, upptäcktsresande, polarforskare
- Solomon Bandaranaike, lankesisk politiker
- Salomon de Brosse, fransk arkitekt
- Solomon Burke, amerikansk sångare
- Salomon Gessner, schweizisk författare
- Salomon Eberhard Henschen, professor i invärtes medicin
- Salomon Kalou, ivoriansk fotbollsspelare
- Salomon von Otter (1647–1732) – svensk friherre och ämbetsman
- Salomon von Otter (1693–1745) – svensk ämbetsman och politiker
- Salomon von Otter (1733–1781) – landshövding i Hallands län
- Salomon von Otter (militär) (1876–1938) – svensk friherre och militär
- José Salomón Rondón (född 1989), venezuelansk fotbollsspelare
- Salomon Smith, violinist
- Salomon Sörensen, arkitekt

## Salomon, Solomon och Saloman som efternamn
De som har haft efternamnen Salomon och Solomon har ofta varit av judisk börd. Det gäller också det snarlika namnet Saloman. Den 31 december 2013 var följande antal personer bosatta i Sverige med namnvarianterna
- Salomon 159
- Solomon 242
- Saloman 0

Eftersom namnen har skilda uttal, behandlas de nedan var för sig.

### Personer med efternamnet Salomon
- Alejandro Salomon (född 1984) mexikansk filmproducent
- Alice Salomon (1872–1948), tysk socialreformator
- Arnold Salomon-Sörensen (1887–1972), svensk arkitekt
- Carlos Salomón (1923–1955) spansk författare
- Edward Salomon (1828–1909), tysk-amerikansk politiker, guvernör i Wisconsin
- Elias Salomon (1751–1808), svensk läkare
- Ernst Salomon, flera personer
  - Ernst Salomon (militärläkare) (1746–1790), svensk militärläkare
  - Ernst Salomon (psykiater) (1831–1880), svensk psykiater
  - Ernst von Salomon (1902–1972), tysk författare
- Franz Pfeffer von Salomon (1888–1968), tysk militär
- Gerda Salomon-Sörensen (1891–1920), dansk-svensk konstnär
- Harald Salomon, flera personer
  - Harald Salomon (jurist) (1867–1963), svensk jurist
  - Harald Salomon (konstnär) (1900–1990), norsk-dansk skulptör och medaljgravör
- Kim Salomon (född 1948), dansk professor i historia, verksam i Sverige
- Lysius Salomon (1815–1888), president i Haiti
- Otto Salomon (1849–1907), svensk pedagog
- Siegfried Salomon (1885–1962), dansk cellist och tonsättare
- Wilhelm Salomon-Calvi (1868–1941), tysk geolog
- José Salomón (1916–1990) argentinsk fotbollsspelare

### Personer med efternamnet Solomon
- Elijah ben Solomon (1720–1797), rabbin i Vilnius
- Harold Solomon (född 1952), amerikansk tennisspelare
- Jarrin Solomon (född 1986), trinidadisk löpare
- Napoleon Solomon (född 1994), svensk hinder- och terränglöpare
- Simeon Solomon (1840–1905), brittisk målare
- Solomon Joseph Solomon (1860–1927), brittisk målare
- Susan Solomon (född 1956), amerikansk kemist

### Personer med efternamnet Saloman
- Geskel Saloman (1821–1902), dansk-svensk konstnär
- Siegfried Saloman (1816–1899), dansk violinist och tonsättare